# Переволоцькі джерела з водоспадами
Переволо́цькі джере́ла з водоспа́дами — гідрологічна пам'ятка природи місцевого значення в Україні. Розташована у селі Переволока Чортківського району Тернопільської області, в долині річки Стрипа. 
Площа — 1 га. Оголошена об'єктом природно-заповідного фонду рішенням виконкому Тернопільської обласної ради № 554 від 21 грудня 1974. Перебуває у віданні Бучацької міської громади. 
Під охороною — 6 великих джерел та ряд дрібних, які, зливаючись, утворюють потік шириною 10-12 м, (права притока Стрипи), утворюють водоспад. Дно русла вистелене уламками літотамнієвих вапняків. Кілька великих брил цих вапняків є біля витоку джерел. залягають на потужній товщі нижньодевонських червоноколірних пісковиків і аргілітів і які слугують водотривким шаром. Вище від цієї групи джерел через 50—60 метрів на правому схилі балки — два потужних джерела, на лівому схилі ще одне.
Загалом, тут є біля 20 джерел. Ширина балки 150—200 метрів. Джерела мають важливе науково-пізнавальне, водорегулятивне та естетичне значення.